# Ammassalik
Ammassalik was een gemeente in Groenland, die sedert 1 januari 2009 is opgegaan in de gemeente Sermersooq
De opgeheven gemeente telde in totaal 3.069 inwoners (2007). De belangrijkste plaats en centrum van bestuur was Tasiilaq, met 1.859 inwoners (2007). Alle dorpen in de voormalige gemeente bevinden zich binnen een straal van 80 km van Tasiilaq. De namen van deze dorpen zijn:
- Ikkatteq
- Isortoq
- Kulusuk
- Kuummiut
- Sermiligaaq
- Tiniteqilaaq

Voormalige landsdelen: Kitaa  · Tunu  · Avannaa

Voormalige gemeenten: Aasiaat  · Ammassalik · Ilulissat · Ittoqqortoormiit  · Ivittuut · Kangaatsiaq  · Maniitsoq · Nanortalik · Narsaq · Nuuk · Paamiut · Qaanaaq · Qaasuitsup · Qaqortoq · Qasigiannguit · Qeqertarsuaq · Sisimiut · Upernavik · Uummannaq